# Plaza de la República (París)
La plaza de la República (del francés: Place de la République) es una plaza parisina que se encuentra en los límites de los Distritos III, X y XI. En el centro de la misma se encuentra una escultura monumental inaugurada en 1884. Dado su simbolismo es habitualmente usada por partidos de izquierdas y sindicatos como lugar de manifestación.

## Historia
La plaza se corresponde con el bastión de la puerta del Temple (porte du Temple), que formaba parte de la muralla creada por Carlos V de Francia y que se remonta al siglo XIV.
En 1759, las calles vecinas, especialmente el bulevar del Temple se fueron llenando de teatros y lugares dedicados al entretenimiento convirtiendo la plaza en un lugar muy animado y concurrido, escenario habitual de espectáculos callejeros de todo tipo. El realismo de algunas de estas funciones hizo que la calle fuera conocida durante un tiempo con el apodo de "bulevar del miedo".
En 1811, fue decorada con una fuente llamada «Château-d'Eau» que diseñó el ingeniero Girard.
Sin embargo, no fue hasta el Segundo Imperio con la apertura del bulevar de Magenta, del bulevar de la República (inicialmente llamado boulevard des Amandiers) y del Bulevar Voltaire (antes llamado boulevard du Prince-Eugène) que la plaza adquirió su diseño actual. Gabriel Davioud fue el encargado de realizar diversas obras en la plaza, así, construyó un cuartel (hoy sede de la Guardia Republicana), unos grandes almacenes llamados les Magasins réunis y una fuente que vino a sustituir la creada por Girard.

## El monumento a la República
En 1879, se convocó un concurso para la instalación de un gran monumento dedicado a la República recién proclamada. Fue ganado por los hermanos Morice. La obra se inauguró dos veces, una el 14 de julio de 1880, y otra cuatro años después, ya con la estatua totalmente concluida. La obra se compone de una estatua de Marianne, personificación de la República Francesa, en bronce, que alcanza los 9,50 metros de altura sobre una base de piedra de 15 metros de altura en los que se encuentran más esculturas que representan figuras alegóricas de la libertad, de la igualdad y de la fraternidad. Con todo ello, la fuente de Gabriel Davioud tuvo que ser recolocada en 1880 en la plaza Félix-Éboué en el XII Distrito.

### Descripción de las esculturas
- Estatua de Marianne.

Es la escultura principal. Marianne peina un gorro frigio, símbolo de la libertad, y una corona vegetal. En la mano derecha sujeta un ramo de olivos, símbolo de la paz. Con su otra mano sujeta una tablilla donde se puede leer «droits de l'homme» (derechos humanos). En su cintura lleva una espada. 
- Estatua de la Libertad.

Está situada a los pies de Marianne, a mano de derecha de esta. A diferencia de la famosa escultura de Bartholdi, aquí la libertad sujeta su antorcha con la mano izquierda, la derecha esta posada sobre la rodilla en la cual se encuentra una cadena rota. El fondo está decorado con un roble en relieve. 
- Estatua de la Igualdad.

Está situada a los pies de Marianne, a mano de izquierda de ésta. Sujeta con su mano derecha una bandera de la República donde aparecen las iniciales «R.F.». En la otra muestra un archipéndulo, como símbolo de la Igualdad. 
- Estatua de la Fraternidad.

Está situada a los pies de Marianne, a sus espaldas, y mira en dirección opuesta. La fraternidad está representada bajo el aspecto de una mujer que cuida a dos niños que aparecen leyendo un libro. Un germen de trigo y un ramo completan la obra evocando la abundancia.
- El pedestal.

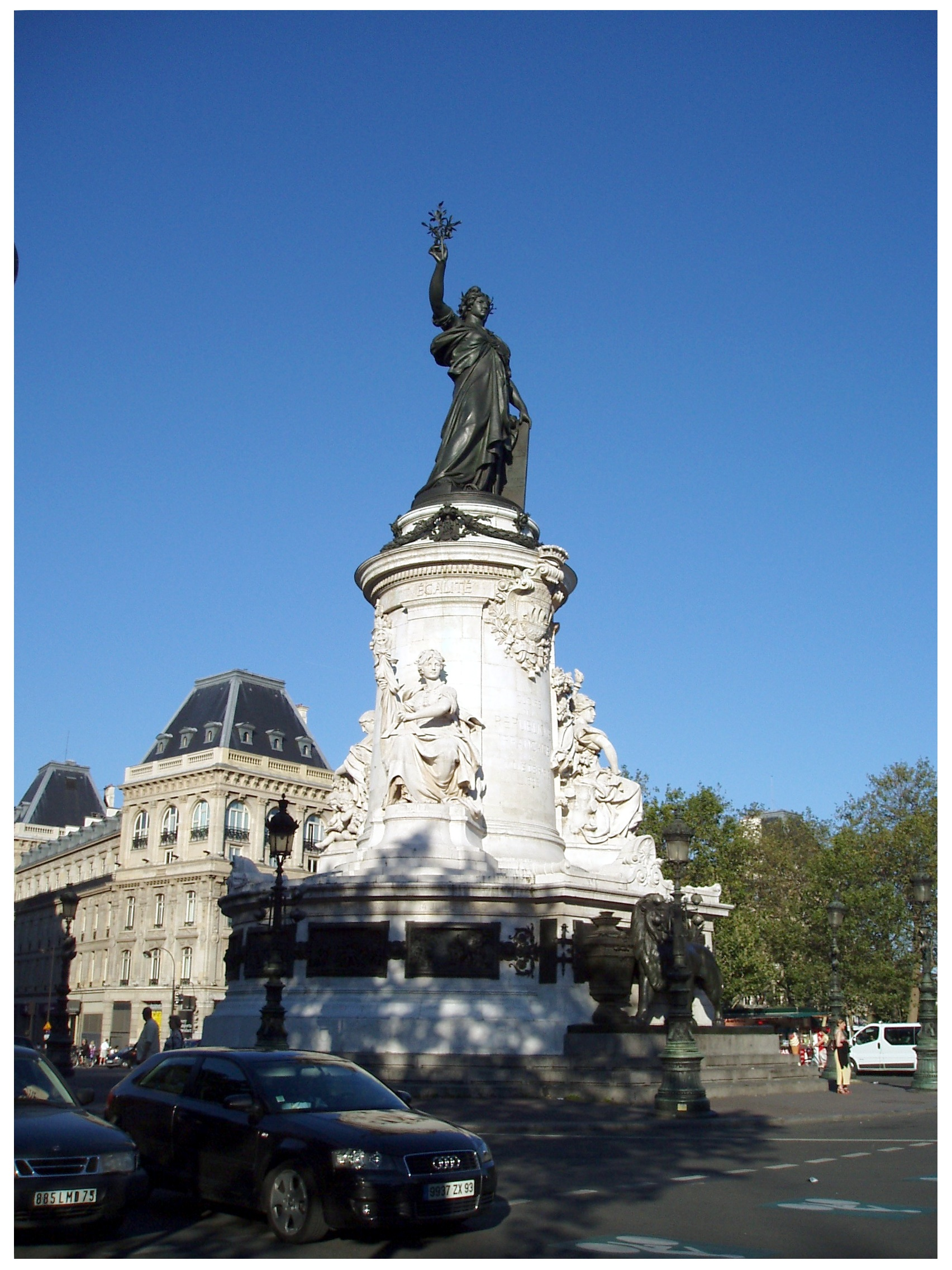
La estatua en el año 2007

El pedestal circular con aspecto de columna que sirve de base a Marianne, y de respaldo a las otras tres estatuas está además decorado con una guirlanda de bronce que la rodea totalmente, los escudos de armas de la ciudad, y la inscripción: «À la gloire de la République Française - La Ville de Paris - 1883» (a la gloria de la República Francesa, la ciudad de París, 1883). La decoración se completa con unos medallones con las inscripciones latinas «labor» (el trabajo) y «pax» (la paz), adornados con haces de lictores.
- Alto relieves

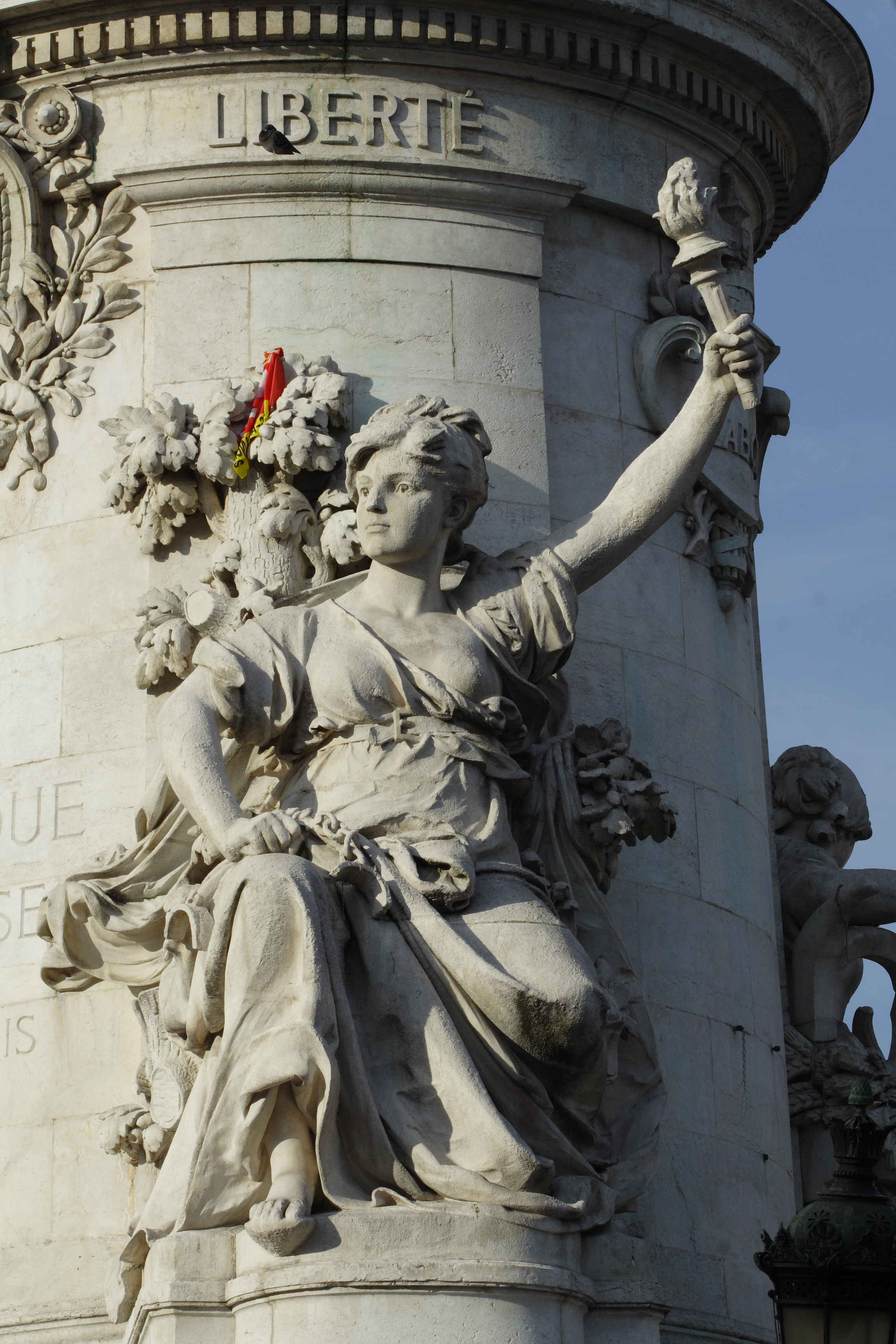
La estatua de la Libertad

Doce alto relieves en bronce, situados a la altura de los paseantes completan la obra. Muestran una cronología de acontecimientos relevantes de la Historia de la República francesa:
- - 20 de junio de 1789: Juramento del Juego de Pelota
  - 14 de julio de 1789: Toma de la Bastilla
  - 4 de agosto de 1789: Noche del 4 de agosto
  - 14 de julio de 1790: Fiesta de la Federación
  - 11 de julio de 1792: Proclamación de la Patria en peligro
  - 20 de septiembre de 1792: Batalla de Valmy
  - 21 de septiembre de 1792: Proclamación del fin de la Monarquía
  - 13 de pradial del año 2: Batalla del 13 de pradial año II
  - 29 de julio de 1830: Las Tres Gloriosas
  - 4 de marzo de 1848: Abolición de la esclavitud
  - 4 de septiembre de 1870: Proclamación de la República
  - 14 de julio de 1880: Fiesta nacional

- El león

Por último, un león de bronce une su fuerza al de una urna que simboliza el sufragio universal.

## Reacondicionamiento de la plaza
Aunque emblemática y muy concurrida la plaza se ha vuelto poco acogedora por su elevado tráfico (el 60 % de la plaza está dedicada a la circulación de vehículos) y su escaso equipamiento. Esta situación, llevó al Ayuntamiento de París a poner en marcha un plan que recuperase el esplendor de la plaza. Tras evaluar las necesidades de la misma, y presentarse diversos proyectos, el 21 de enero de 2010, un jurado dio el visto bueno al proyecto presentado por la empresa Trevelo & Viger-Kohle. Las obras se iniciaron en el otoño del año 2011, siendo concluidas en el año 2013. La plaza estaba limitada por dos vías rodadas, formando una isla y cruzada por una tercera en la que el monumento constituía una rotonda. La remodelación ha consistido en crear un espacio limpio de tráfico rodado (excepto su lado meridional), quedando el monumento integrado en el espacio peatonal.

## Vías que llegan hasta la plaza
Nueve son las vías que convergen en la plaza:
- Bulevar de Magenta
- Calle Léon-Jouhaux
- Calle del Faubourg-du-Temple
- Avenida de la República
- Bulevar Voltaire
- Bulevar del Temple
- Calle del Temple
- Bulevar Saint-Martin
- Calle René-Boulanger.